# Pallanuoto ai XIX Giochi del Mediterraneo
Il torneo di pallanuoto ai XIX Giochi del Mediterraneo si è svolto dal 24 giugno al 30 giugno 2022 presso l'Oran Olympic Swimming Pool di Orano. In questa edizione è stato disputato solamente il torneo maschile. La vittoria è andata per la terza volta alla Serbia.

## Calendario
Il calendario delle gare è il seguente:
| ● | Competizioni | ● | Finali |

| Giugno/Luglio |    |    |    |    |    |    |    |    |
| 22            | 23 | 24 | 25 | 26 | 27 | 28 | 29 | 30 |
|               |    | ●  | ●  | ●  | ●  | ●  | ●  | 1  |

## Podio
| Evento          | Oro    | Argento    | Bronzo |
| Torneo maschile | Serbia | Montenegro | Spagna |

## Risultati

### Fase a gironi

#### Gruppo A
| Squadra | G | V | Pa | Pe | F  | S  | DR  | PT |
| ------- | - | - | -- | -- | -- | -- | --- | -- |
| Spagna  | 3 | 3 | 0  | 0  | 41 | 27 | +14 | 6  |
| Italia  | 3 | 2 | 0  | 1  | 31 | 22 | +9  | 4  |
| Grecia  | 3 | 1 | 0  | 2  | 38 | 29 | +9  | 2  |
| Turchia | 3 | 0 | 0  | 3  | 17 | 49 | -32 | 0  |

| Orano 24 giugno 2022, ore 16:00 (UTC+1) | Grecia | 11 – 12 | Spagna | Oran Olympic Swimming Pool |

| Orano 24 giugno 2022, ore 18:00 (UTC+1) | Turchia | 2 – 13 | Italia | Oran Olympic Swimming Pool |

| Orano 26 giugno 2022, ore 16:00 (UTC+1) | Spagna | 14 – 8 | Italia | Oran Olympic Swimming Pool |

| Orano 26 giugno 2022, ore 18:00 (UTC+1) | Grecia | 21 – 7 | Turchia | Oran Olympic Swimming Pool |

| Orano 28 giugno 2022, ore 16:00 (UTC+1) | Spagna | 15 – 8 | Turchia | Oran Olympic Swimming Pool |

| Orano 28 giugno 2022, ore 19:00 (UTC+1) | Italia | 10 – 6 | Grecia | Oran Olympic Swimming Pool |

#### Gruppo B
| Squadra    | G | V | Pa | Pe | F  | S  | DR  | PT |
| ---------- | - | - | -- | -- | -- | -- | --- | -- |
| Serbia     | 4 | 4 | 0  | 0  | 65 | 24 | +41 | 8  |
| Montenegro | 4 | 3 | 0  | 1  | 32 | 19 | +13 | 6  |
| Slovenia   | 4 | 2 | 0  | 2  | 41 | 45 | -4  | 4  |
| Francia    | 4 | 1 | 0  | 3  | 37 | 55 | -18 | 2  |
| Portogallo | 4 | 0 | 0  | 4  | 22 | 72 | -50 | 0  |

| Orano 24 giugno 2022, ore 10:00 (UTC+1) | Slovenia | 18 – 5 | Portogallo | Oran Olympic Swimming Pool |

| Orano 24 giugno 2022, ore 12:00 (UTC+1) | Francia | 8 – 16 | Montenegro | Oran Olympic Swimming Pool |

| Orano 25 giugno 2022, ore 10:00 (UTC+1) | Portogallo | 10 – 15 | Francia | Oran Olympic Swimming Pool |

| Orano 25 giugno 2022, ore 12:00 (UTC+1) | Serbia | 22 – 6 | Slovenia | Oran Olympic Swimming Pool |

| Orano 26 giugno 2022, ore 10:00 (UTC+1) | Francia | 7 – 18 | Serbia | Oran Olympic Swimming Pool |

| Orano 26 giugno 2022, ore 12:00 (UTC+1) | Montenegro | 23 – 4 | Portogallo | Oran Olympic Swimming Pool |

| Orano 27 giugno 2022, ore 10:00 (UTC+1) | Serbia | 9 – 8 | Montenegro | Oran Olympic Swimming Pool |

| Orano 27 giugno 2022, ore 12:00 (UTC+1) | Slovenia | 11 – 7 | Francia | Oran Olympic Swimming Pool |

| Orano 28 giugno 2022, ore 10:00 (UTC+1) | Montenegro | 11 – 6 | Slovenia | Oran Olympic Swimming Pool |

| Orano 28 giugno 2022, ore 12:00 (UTC+1) | Portogallo | 3 – 16 | Serbia | Oran Olympic Swimming Pool |

### Fase finale
Finale 7º e 8º posto
| Orano 29 giugno 2022, ore 10:00 (UTC+1) | Turchia | 10 – 11 | Francia | Oran Olympic Swimming Pool |

Finale 5º e 6º posto
| Orano 29 giugno 2022, ore 12:00 (UTC+1) | Grecia | 16 – 12 | Slovenia | Oran Olympic Swimming Pool |

Semifinali
| Orano 29 giugno 2022, ore 15:00 (UTC+1) | Spagna | 9 – 10 | Montenegro | Oran Olympic Swimming Pool |

| Orano 29 giugno 2022, ore 17:00 (UTC+1) | Serbia | 8 – 7 | Italia | Oran Olympic Swimming Pool |

Finale 3º e 4º posto
| Orano 30 giugno 2022, ore 13:00 (UTC+1) | Spagna | 16 – 8 | Italia | Oran Olympic Swimming Pool |

Finale 1º e 2º posto
| Orano 30 giugno 2022, ore 15:00 (UTC+1) | Montenegro | 8 – 9 | Serbia | Oran Olympic Swimming Pool |